# Estació de la Carrasca
L'estació de la Carrasca és una estació de ferrocarril localitzada al barri de la Carrasca (districte d'Algirós) de València i que forma part de les línies 4 i 6 de l'operador Metrovalència. L'estació pertany a la zona tarifària A de Ferrocarrils de la Generalitat Valenciana (FGV) i l'Autoritat de Transport Metropolità de València (ATMV). L'adreça oficial de l'estació és l'avinguda dels Tarongers, sense número.

## Història

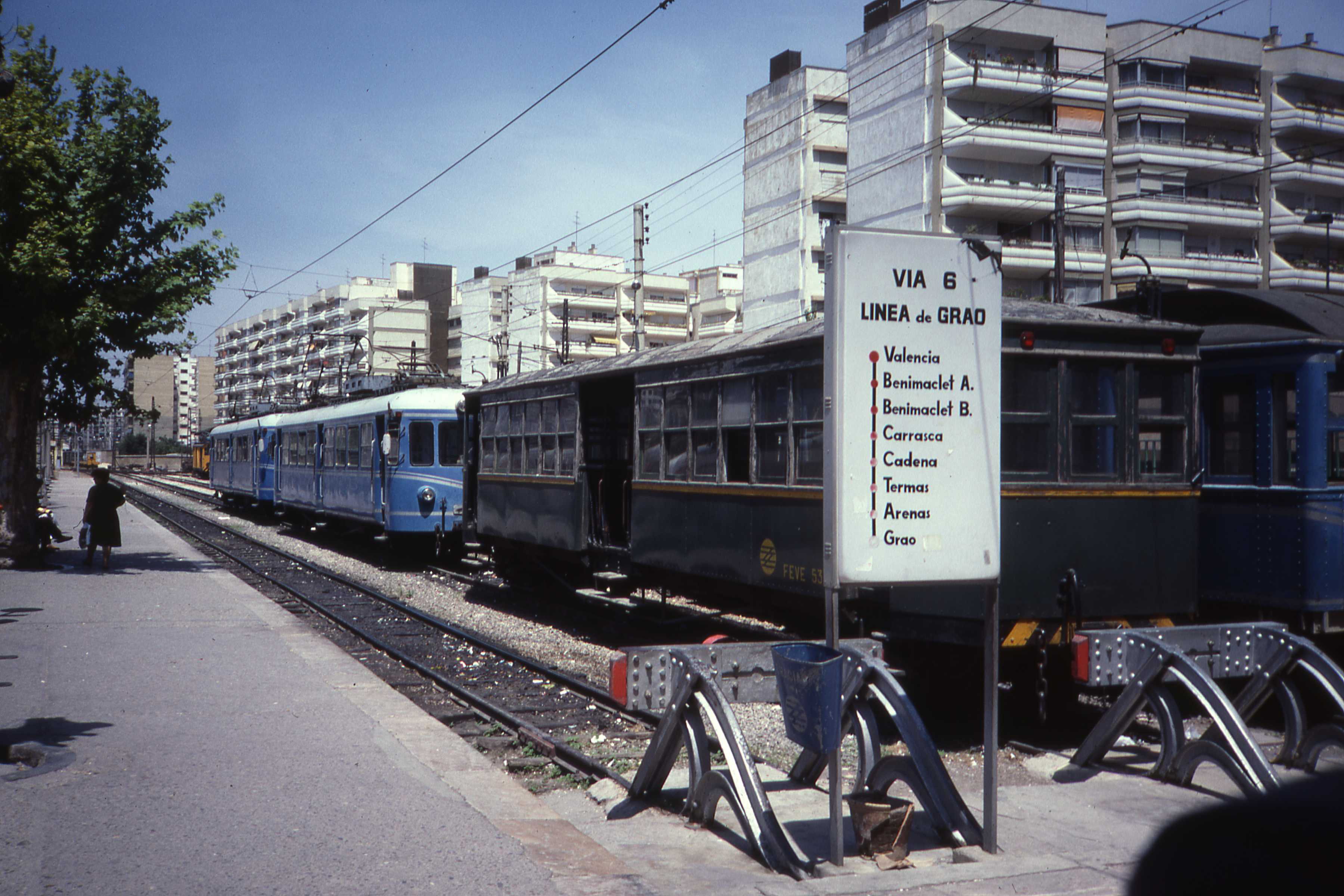
Antiga línia del Grau que passava per la Carrasca (1987)

La primigènia estació de la Carrasca, ubicada molt a prop de l'actual, fou inaugurada el 8 de juliol de 1892 amb l'obertura per part de la Societat Valenciana de Tramvies (SVT) de la línia ferroviària des de València-Pont de Fusta al Grau. Ja com a propietat de FGV, el 30 de gener de 1990 passà per l'estació l'últim tren (una unitat de la Sèrie 3400 de FGV) abans que la línia fora clausurada i desmuntada i l'edifici enderrocat.
El 21 de maig de 1994, amb la posada en marxa de la nova línia 4 de Metrovalència, s'inaugurà l'actual estació, en aquesta ocasió com a part del nou traçat tramviari. El 27 de setembre de 2007, amb l'obertura de la línia 6 de Metrovalència que connecta Torrefiel amb el Grau de València, l'estació començà a rebre els nous tramvies de la nova línia. En la commemoració dels 25 anys del nou tramvia de València, l'any 2019, FGV revelà que la Carrasca era l'estació tramviària més utilitzada de la xarxa, per davant i tot de l'estació del Pont de Fusta.

## Distribució

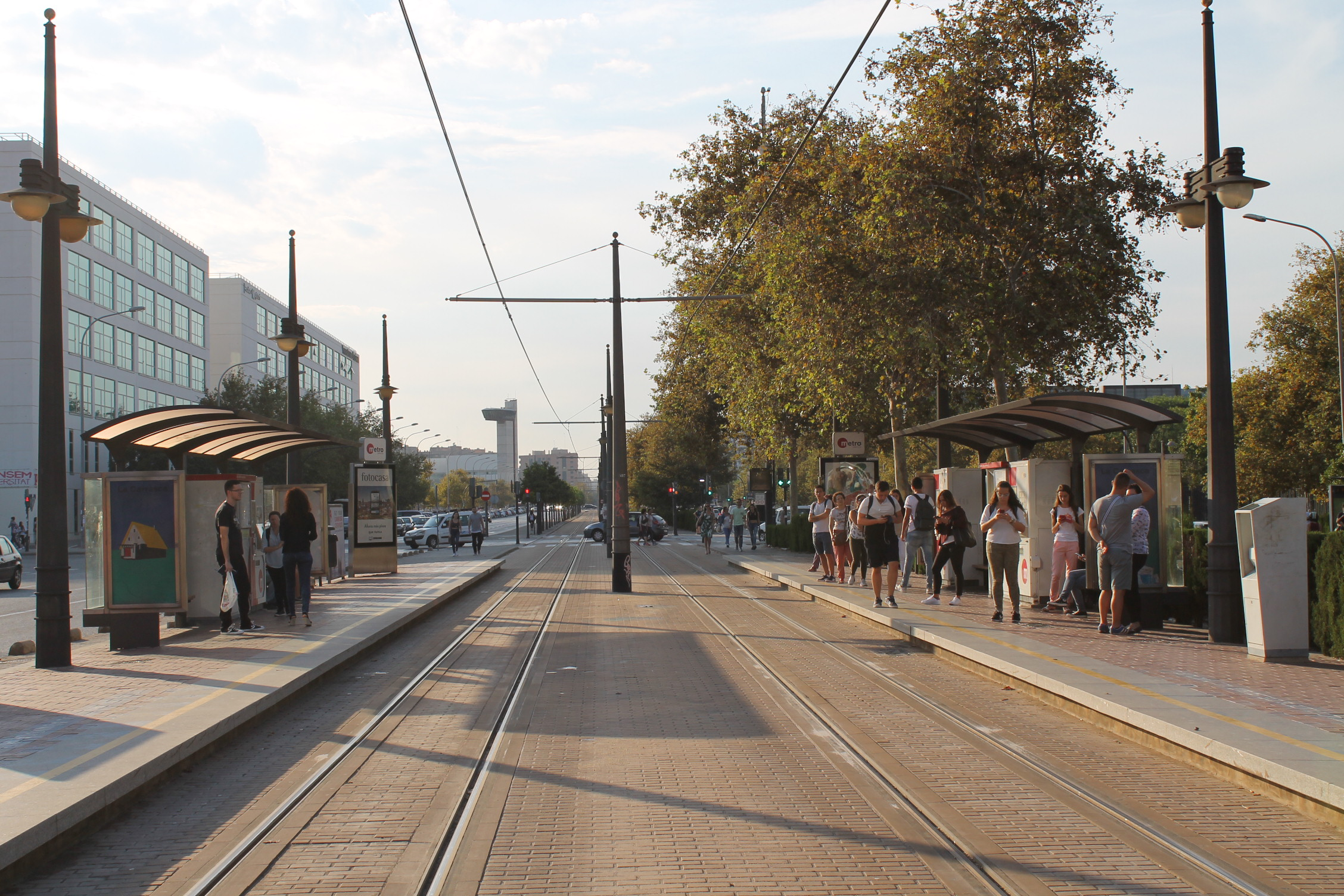
Panorama de l'estació (2016)

La morfologia de l'estació, en superfície, és de dues vies paral·leles amb dues andanes a cada banda, també paral·leles. Les andanes no compten amb mampares de seguretat. Com a cada estació, a les andanes s'hi troba una xicoteta zona d'espera per a viatjers abillada amb bancs i màquines de venta de bitllets. L'estació està preparada per al servici a persones invidents, sordes i discapacitades físiques.
L'estació és de lliure accés en ser en superfície. S'hi troba localitzada a l'intersecció entre l'avinguda dels Tarongers i el carrer de Ramon Llull, front a les facultats de Magisteri i de Dret de la Universitat de València (UV). L'estació connecta amb les línies d'autobús urbà de l'Empresa Municipal de Transports de València (EMT).

### Línies
| Procedència/Destinació          | <              | Línia | >                      | Procedència/Destinació |
| ------------------------------- | -------------- | ----- | ---------------------- | ---------------------- |
| Mas del Rosari/Fira de València | U. Politècnica |       | Tarongers-Ernest Lluch | Doctor Lluch           |
| Tossal del Rei                  | U. Politècnica | ...   | Tarongers-Ernest Lluch | Marítim                |